# Prymitywiści niderlandzcy

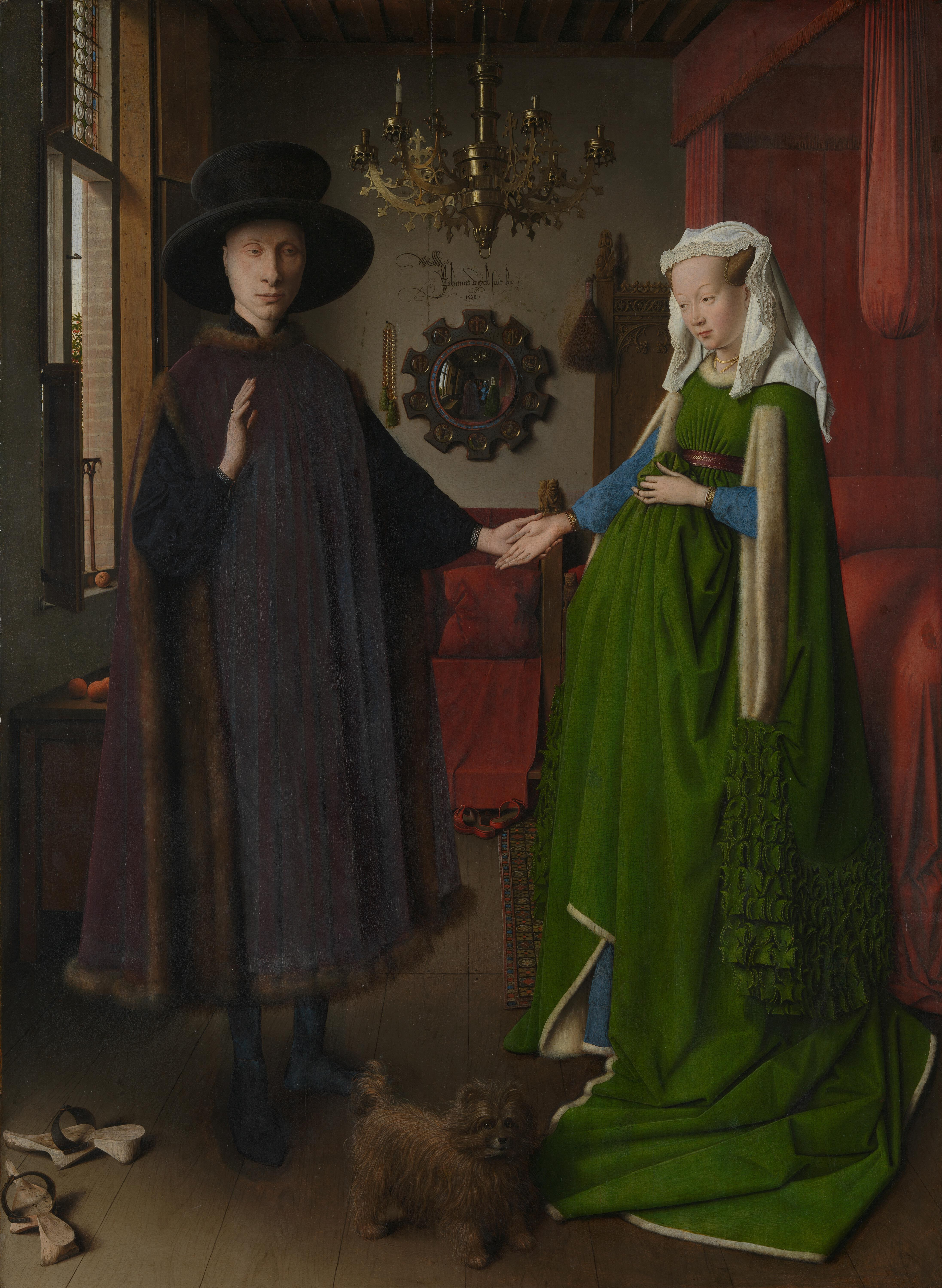
Jan van Eyck, Portret małżonków Arnolfinich, 1434, National Gallery w Londynie

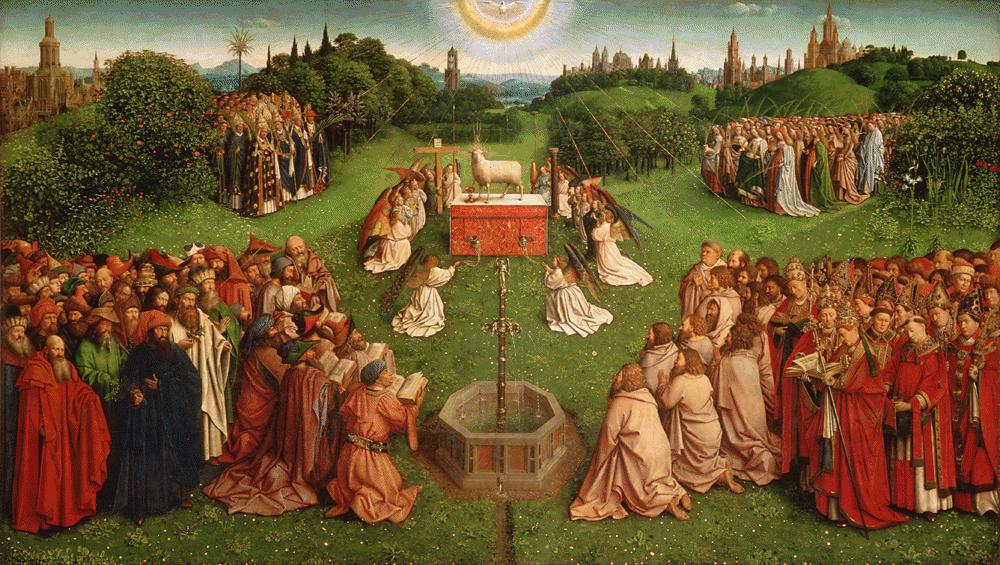
Hubert i Jan van Eyck, Adoracja Baranka - fragment centralnej części Ołtarza Gandawskiego, 1424-1432, Katedra św. Bawona

Prymitywi flamandzcy (fr. les primitifs flamands, łac. primitivus – pierwotny) – obiegowa nazwa, obecnie rzadko używana, formacji stylistycznej późnośredniowiecznych malarzy niderlandzkich  działających w okresie 1420-1500  głównie w hrabstwie Flandrii (Brugia, Gandawa), wolnym francuskojęzycznym mieście Tournai oraz księstwie Brabancji (Bruksela, Louvain).
Określenie „prymitywy” w sztuce po raz pierwszy użyto w okresie klasycyzmu w końcu XVIII w odniesieniu do włoskiego malarstwa przedrenesansowego. Nieco później zastosowano także do pierwszych mistrzów niderlandzkich  (malarstwo tablicowe, iluminatorstwo) oraz innych twórców XIV i XV w.
Właściwym twórcą formuły malarstwa prymitywów flamandzkich był Jan van Eyck, prekursorem zaś  Robert Campin. Synonimem twórczości tej formacji stała się szkoła brugijska XV w., którą tworzyli: Jan van Eyck, Petrus Christus, Hugo van der Goes, Hans Memling oraz Gerard David. Określenie to odnosi się także do grupy malarzy północnoniderlandzkich XV w., których twórczość pod względem stylistycznym można zaliczyć do malarstwa flamandzkiego, działających głównie w Haarlemie (Albert van Ouwater, Geertgen tot Sint Jans) oraz popularyzatorów tej formuły stylistycznej w krajach iberyjskich (Juan de Flandes, Michiel Sittow). Epokę prymitywów flamandzkich zamyka twórczość Gerarda Davida.
Malarski idiom realizmu szkoły staroniderlandzkiej cechowało:
- kompleksowe widzenie postaci ludzkich wewnątrz scenerii architektonicznej i pejzażowej,
- iluzja prawdziwej, wielowymiarowej i głębokiej przestrzeni wypełnionej światłem i powietrzem,
- niezwykła precyzja oddania kształtu i faktury przedmiotów oraz figur[2].

## Tło historyczne
Sztuka w Niderlandach zawdzięcza swój gwałtowny progres korzystnym dla tego regionu przemianom gospodarczym, politycznym i kulturalnym. Dzięki wczesnemu pojawieniu się kapitalizmu i spotęgowaniu się roli politycznej i gospodarczej mieszczaństwa, które stało się silną potęgą społeczną, rywalizującą z dworem, sztuka stała się istotnym narzędziem władzy i znakiem potęgi obu klas. Nastąpił rozkwit miast niderlandzkich, opierających swoje bogactwo na handlu, rzemiośle i wytwórczości tekstylnej. Mecenat artystyczny sprawował z jednej strony dwór, a z drugiej władze miast i przedstawiciele miejskiego patrycjatu. Główne centra artystyczne to Brugia, Gandawa, Mechelen i Tournai, stale wymieniające się doświadczeniami i formułami warsztatowymi, choć w przeciwieństwie do Włoch (gdzie różnice pomiędzy Florencją a sztuką innych obszarów Italii były wyraźne), nie wykrystalizowały się na większą skalę odrębne szkoły artystyczne, gdzie da się zauważyć podobieństwa stylistyczne typowe dla danego kręgu artystycznego. Mistrzowie malarstwa staroniderlandzkiego nie pisali traktatów teoretycznych, jak m.in. Piero della Francesca, Leonardo da Vinci, czy Brunelleschi. Postawa artystyczna mistrzów niderlandzkich, była silniej oparta na tradycji średniowiecznego systemu cechowego.
Artyści niderlandzcy sporadycznie sygnowali swoje dzieła, dlatego też w historiografii sztuki napotkano wiele trudności w badaniach nad autorstwem dzieł, lwią część obrazów są atrybucjami przypisywanymi przez badaczy. Niekiedy mistrzowie używali wymyślnych sygnatur, inicjałów, lecz na wielu atrybuowanych danemu artyście obrazach nie ma żadnych tego typu środków identyfikacyjnych. Wynikało to głównie ze średniowiecznej tradycji anonimowości w sztuce. Pojęcie własności intelektualnej zrodziło się m.in. z humanizmem i z popytem na dzieła sztuki. Pełny podpis to oznaka społecznego zainteresowania osobą artysty. Pojawił się wraz z autoportretem, czasem umieszczany pomiędzy postaciami na obrazie. Gdy w okresie quattrocenta podpisywali się niemal wszyscy artyści, na Północy sygnowało swe obrazy niewielu z nich (m.in. Jan van Eyck).

## Źródła malarstwa niderlandzkiego
Problematyka stylu malarzy staroniderlandzkich stała się przedmiotem dyskusji historyków sztuki, w wyniku której utożsamia się ich ze średniowieczem i późnym gotykiem, bądź nowożytnością i renesansem. W przeciwieństwie do Italii, wpływy sztuki antycznej na sztukę niderlandzką były niemalże nikłe, natomiast czytelne są infiltracje dzieł malarstwa włoskiego. 
Punktem wyjścia dla rozwoju malarstwa niderlandzkiego były tendencje realistyczne w gotyckiej rzeźbie burgundzkiej i niemieckiej, malarstwie tablicowym (styl łamany) i malarstwie miniaturowym uprawianym m.in. na dworach w Dijon i Bourges. Czołowym przedstawicielami byli rzeźbiarze Claus Sluter i Mikołaj z Lejdy. Istotną dla rozwoju realizmu niderlandzkego wartość artystyczną posiadają dzieła braci Limbourg, które we wnikliwej obserwacji natury, próbach intuicyjnego kształtowania przestrzeni, skromnych usiłowaniach budowania masy światłocieniem oraz umiejętności określania spójnej, odbieranej całościowo kompozycji, są bliskie Ołtarzowi Gandawskiemu Huberta i Jana van Eycków.

## Cechy charakterystyczne

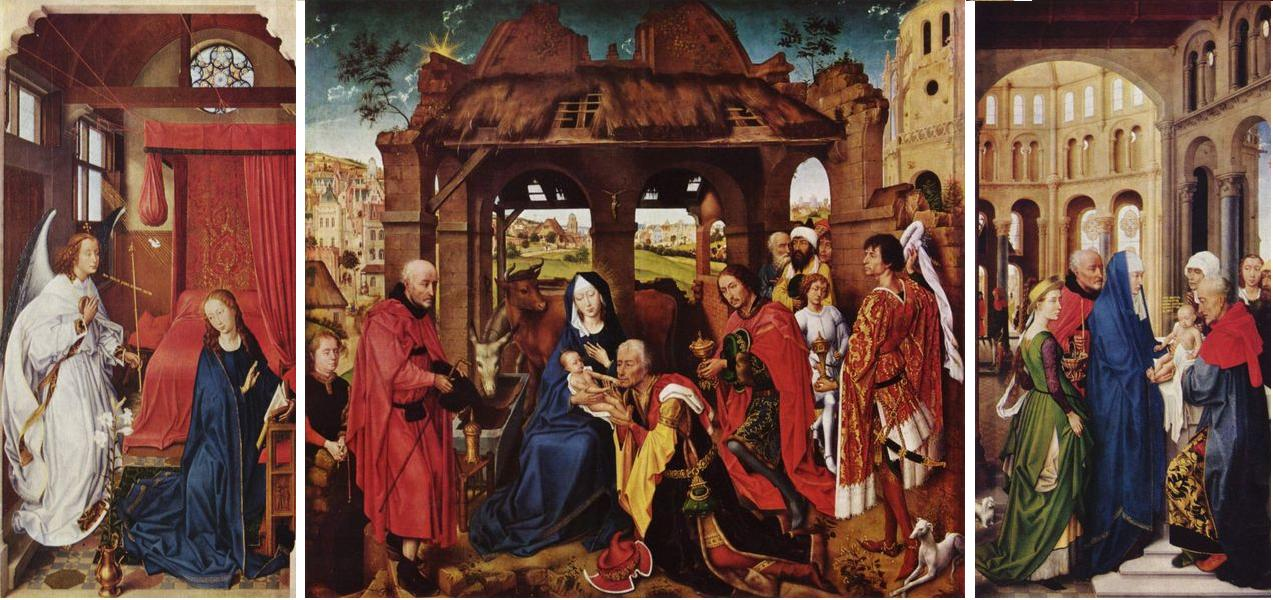
Rogier van der Weyden, Ołtarz Świętej Kolumby, ok. 1455, Stara Pinakoteka w Monachium

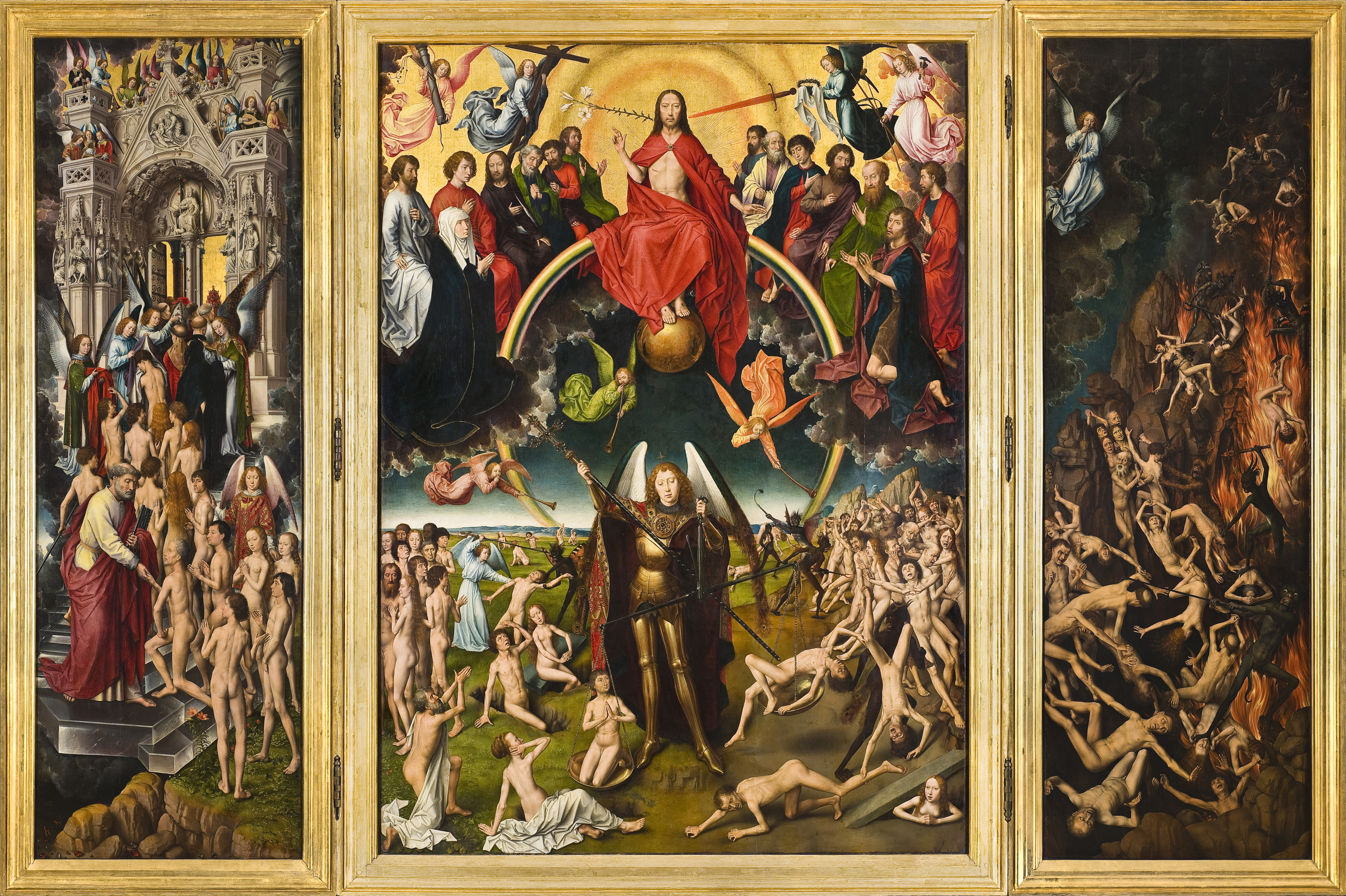
Hans Memling, Sąd Ostateczny, 1467-1471, Muzeum Narodowe w Gdańsku

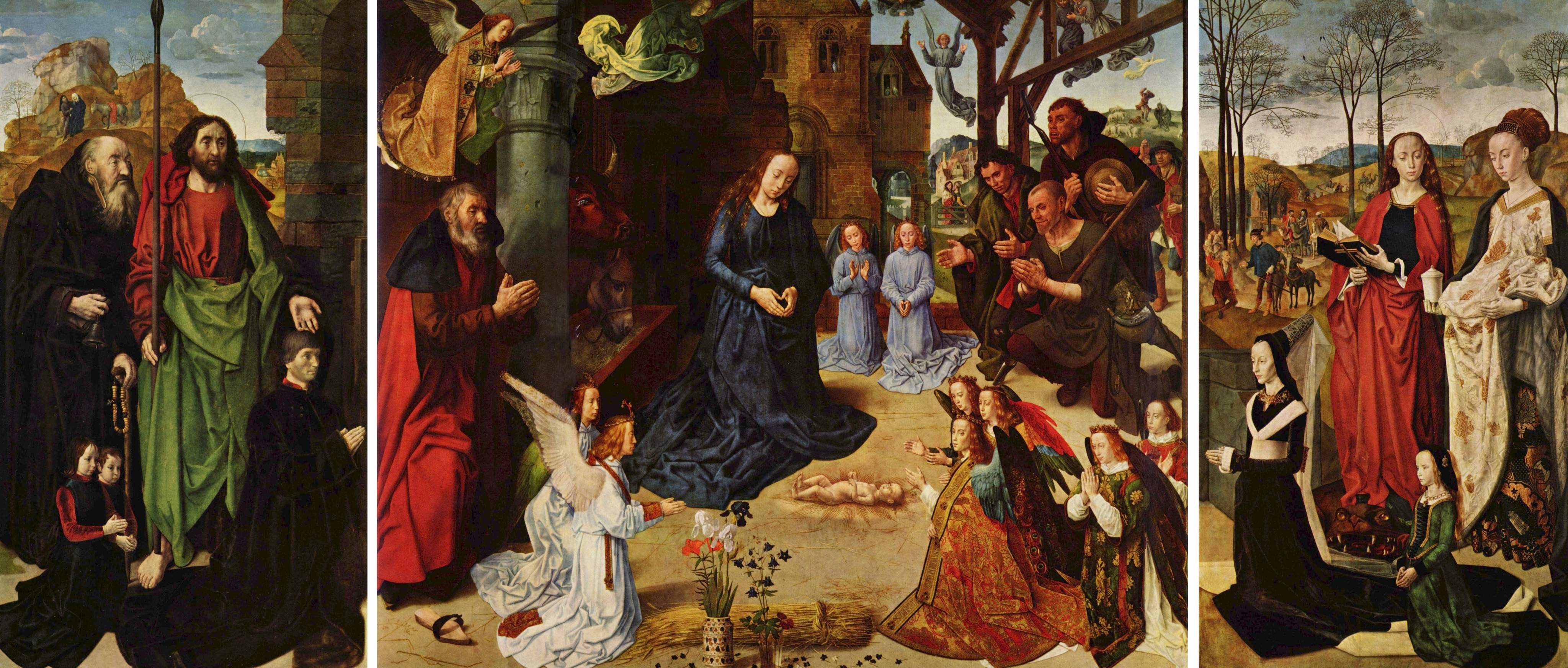
Hugo van der Goes, Tryptyk Portinarich, 1476-1478, Florencja, Uffizi

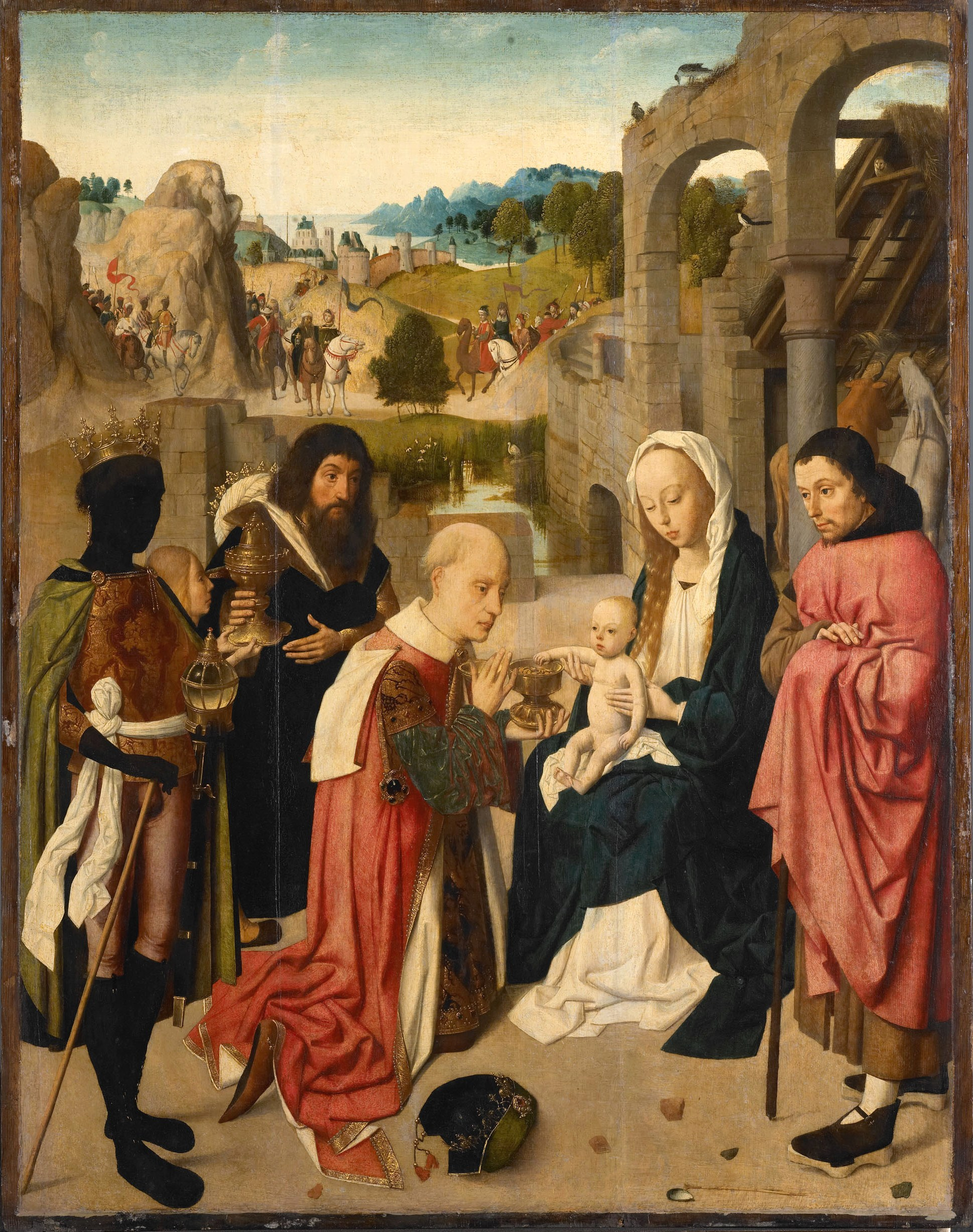
Geertgen tot Sint Jans, Pokłon Trzech Króli, ok. 1490, Rijksmuseum, Amsterdam

W przeciwieństwie do dzieł malarstwa włoskiego Odrodzenia, w malarstwie niderlandzkim zdecydowanie dominuje tematyka religijna. Artyści stosują tematy zaczerpnięte ze Złotej legendy czy Biblii Pauperum, często interpretując je w myśl „devotio moderna”. Treści te, nieraz wzbogacano wymyślną myślą teologiczną. Istotną rolę pełniło tło, obrazowano zarówno zaczerpnięte z rzeczywistości motywy, kreowano fantastyczną scenerię krajobrazowo-architektoniczną, a także wpisywano wybrane motywy zaczerpnięte z rzeczywistości w kontekst wykreowany przez wyobraźnię artysty. Umieszczają Madonny i świętych we wnętrzach piętnastowiecznych domów mieszczańskich, w których przez okna widać rozległe widoki zabudowy miejskiej lub panoramy miast. Chętnie malowane przez malarzy Quattrocenta wątki mitologiczne nie były popularne w Niderlandach. Antropocentryzm i humanizm czy mechanizm ruchów, obecne w pracach Leonarda da Vinci, na Północy były silnie podporządkowane doktrynom religijnym. Podobnie jest z aktem, który w Italii rozwinął się ze względu na nowe poglądy na estetykę ludzkiego ciała. W Niderlandach akt występuje sporadycznie, wyłącznie w scenach religijnych (Adam i Ewa itp.) niemniej dbano o proporcje, anatomię, cechy indywidualne postaci. W Niderlandach estetyka ciała była inaczej rozumiana, stąd też nacisk plastyczny położono na studyjną analizę ubioru, biżuterii itp. W obrazach religijnych, zgodnie z wzorami gotyckimi, ciała ludzkie spowijają bogate i ozdobne szaty, o dynamicznych układach draperii, a ruchy i pozy są powściągliwe. Postacie Chrystusa, Marii, świętych były przedstawiane częstokroć w sposób typowy dla gotyckiej tradycji ikonograficznej. Niemniej na terenie Niderlandów wizerunki te nacechowane są z jednej strony wyjątkowym realizmem i indywidualizmem, z drugiej strony wytwornością i idealizacją, dla podkreślenia boskich cech tych postaci. Charakterystycznym przykładem są anioły, którym nadawano wymiar boski ponad ludzkim (brak cech określających płeć). Charakterystyczne dla Italii putta nie pojawiają się w malarstwie niderlandzkim, tematyka dziecka skupia się na obrazowaniu Dzieciątka Jezus. Twarze charakteryzują się pełnym realizmem, dbałością o szczegóły, kunsztownie utrefionymi włosami; łączono mimesis z idealizującą elegancją. Postacie kobiece, prócz przedstawień Madonn, często mają włosy przykryte ozdobnymi czepcami, welonami i henninami. Bohaterowie obrazów (także postaci świętych) noszą stroje aktualne we współczesnej malarzom epoce, zgodne z ówczesnymi kierunkami estetyki mieszczańskiej i dworskiej.
Tendencje antropocentryczne widoczne są w licznych portretach reprezentacyjnych, malowanych przede wszystkim przez Rogiera van der Weydena, Hansa Memlinga, Quentina Massysa. Oprócz nadania postaciom pewnej elegancji przez wyeksponowanie ubioru, portrety charakteryzuje głęboka analiza twarzy od strony psychologicznej. Portrety charakteryzują się dynamicznym ujęciem en trois quarts.
Bardzo ważną rolę odgrywa w obrazach tło, które najczęściej wypełnione jest rozległym pejzażem, widokami miast, architekturą i wystrojem wnętrza. W przeciwieństwie do malarzy włoskich, którzy stosowali dość nisko umieszczony horyzont, a postaci niemal na krawędzi obrazu, Niderlandczycy powiększyli przestrzeń obrazową poprzez stosowanie dość wysoko umieszczonej linii horyzontu, co pozwało na umieszczenie w tle większej ilości przedmiotów. Cechą naczelną tła jest daleko idąca autonomiczność, przestrzenność i naturalizm poszczególnych elementów i postaci umieszczonych na dalszych planach, nawet kiedy przestrzeń tła widoczna jest w niewielkim fragmencie (np. widok z okna). Hans Memling i Hieronim Bosch dokonali kilkakrotnie inwersji, gdzie dominantą jest fantastyczna sceneria krajobrazowo-architektoniczna, a przedstawienia figuralne zostały w nią jedynie wpisane. Niezależnie od głównych wątków, rola tła jest znacząca przede wszystkim pod względem ikonograficznym; często obrazuje ono np. ówczesne życie miejskie, wnętrze domu patrycjuszowskiego, ówczesną modę i formy przedmiotów codziennego użytku.
Obrazy mistrzów Północy przede wszystkim zadziwiają dużą dbałością o szczegół. W przeciwieństwie do malarzy włoskich, którzy uważali mimesis za sztukę odkrywania świata, w czym malarstwo wyprzedzało nieraz naukę, Flamandowie i Holendrzy utożsamiali mimesis ze sztuką utrwalania szczegółu. Twórcy z dużą pieczołowitością oddają wnętrza domów, gatunki tkanin, ich połysk i formy dekoracji, skupiają się na drobiazgowym odmalowaniu przyrody. Wnikliwą obserwację natury łączą z elementem nadprzyrodzonym i mistycznym, w sposób naturalny i harmonijny powodując, że wrażenie jednolitości świata nadprzyrodzonego i zmysłowego wydaje się oczywiste.
Ważną rolę odgrywała siła wyrazu, szczególnie w obrazach drugiej generacji artystów (Dirk Bouts, Hugo van der Goes, Hans Memling, Geertgen tot Sint Jans, Quentin Massys), którzy rozwijali zapoczątkowaną przez van Weydena i Roberta Campina manierę gotyckiej gwałtowności. Dopiero badacze XX w. uznali nacisk na ekspresję za wartość autonomiczną, wywiedzioną z gotyckiej rzeźby południowych i zachodnich terenów Rzeszy (Mikołaj z Lejdy) i Burgundii (Claus Sluter). Weryzm, silna indywidualizacja postaci, wyeksponowanie cech psychologicznych, wyszukane efekty iluzjonistyczne, znajomość zasad perspektywy, a także nowa technika olejna dotyczyła także twórczości niemieckich artystów XV i XVI, na których silny wpływ miało malarstwo niderlandzkie i odwrotnie.

## Malarstwo olejne

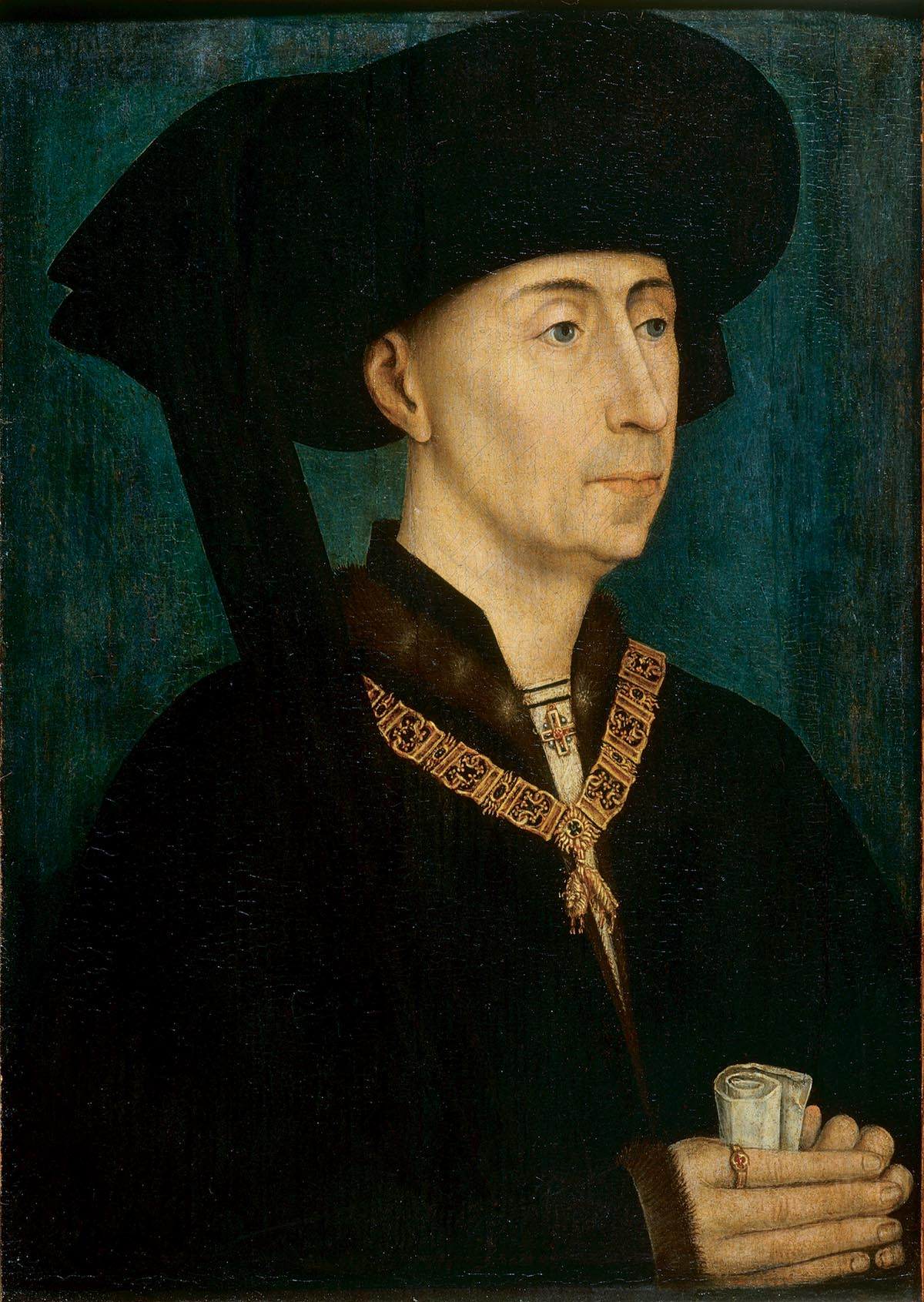
Rogier van der Weyden, Portret Filipa Dobrego, po 1450, Musée des Beaux-Arts w Dijon

Jan van Eyck, jako jeden z pierwszych malarzy europejskich zastosował technikę olejną, która stopniowo wypierała technikę tempery. Efekt świetlistości wzmagały spoiwa olejne, dzięki którym farba wolniej schła, ale też pozwalała na nakładanie transparentnych warstw. Tworzył się wówczas efekt optyczny: padające na obraz światło przenikało przez jego warstwy i odbijało się od polerowanego kredowego podłoża, rozświetlając barwniki od spodu (stąd kolor zyskiwał na intensywności). Używano także techniki en grisaille, najczęściej w przedstawieniach lub postaciach umieszczanych na rewersach skrzydeł bocznych tryptyków.
Tempera jajeczna – spoiwo stosowane przez Włochów – schło błyskawicznie, co uniemożliwiało efekty płynnych przejść tonalnych. Kryjący charakter tempery osłabiano, stosując grunt z kleju zwierzęcego, mieszany z alabastrowym pyłem i również preferowane w malarstwie XIV wieku złote i srebrne folie. Technika olejna umożliwiła miękkie przejścia tonalne.

## Malarstwo niderlandzkie XV w.
Tradycja uznała Jana van Eycka za inspiratora i twórcę niderlandzkiego realizmu późnego gotyku. Jednak jego poprzednikiem był Robert Campin, nauczyciel Rogiera van der Weydena.
Wpływ na rozwój sztuki niderlandzkiej wywarło także „devotio moderna” (religijność głęboko humanistyczna, oparta na znajomości człowieka, jego natury i czynników wywołujących świadome przeżycie). Teologowie związani z „devotio moderna” nie zajmowali się formułowaniem prawd ogólnych, odrzucali zbytnie zintelektualizowanie wiary, kładli natomiast nacisk na refleksję nad tym, co rozgrywa się w życiu duchowym konkretnego człowieka.
Fascynacji krajobrazem w malarstwie flamandzkim XV w. nie towarzyszyło dążenie do przedstawienia konkretnego krajobrazu; w mniejszym stopniu pojawiały się rzeczywiste budowle (m.in. Katedra Świętego Marcina w Utrechcie) Celem było raczej malarskie stworzenie świata, w który w różnych proporcjach zawierało się wszystko. Nie były one, w przeciwieństwie do obrazów włoskich, ustawione wokół bohaterów obrazu, ale istniały samodzielnie.
W dalszej fazie od przełomu XV i XVI w. późny gotyk niderlandzki traci swą samorodność i odrębność, ulegając coraz wyraźniejszym wpływom kierunków humanistycznych, by ujawnić się w sztuce Pietra Bruegla starszego.
Wpływ rewolucji artystycznej Campina, van Eycka i van der Weydena na malarstwo europejskie przybrał rozmiary dające się porównać jedynie z wpływem włoskiego renesansu XVI w. W swym najbliższym sąsiedztwie wywarł największy wpływ na późnogotycką plastykę niemiecką, nasycając ją tak silnie realizmem, że często zacierają się granice między gotykiem a renesansem, czego najlepszym przykładem są dzieła Albrechta Dürera.

## Znaczenie malarstwa niderlandzkiego XV wieku w Europie

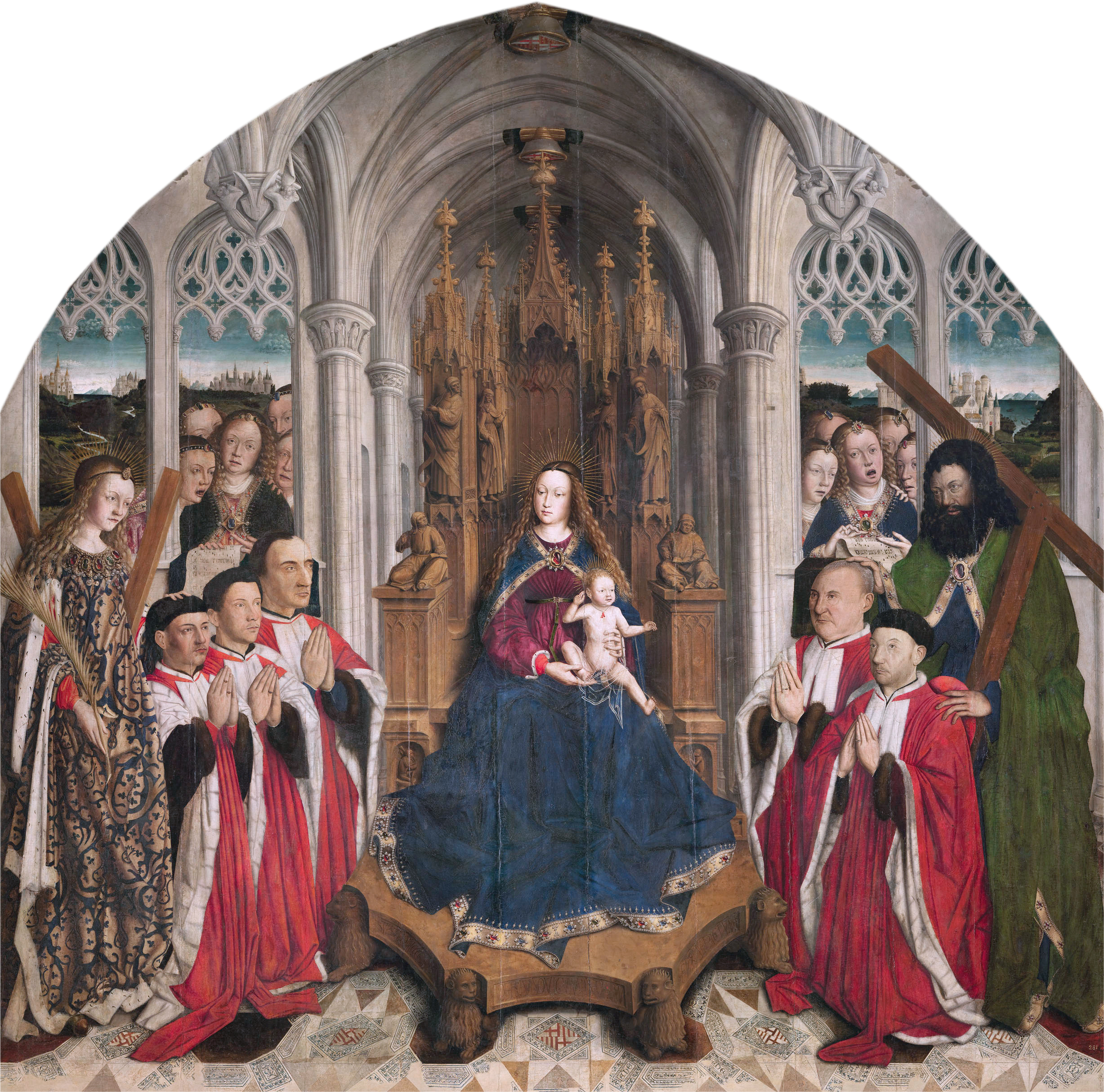
Lluís Dalma, Madonna z kanclerzami, 1445, Museu Nacional d’Art de Catalunya, Barcelona

Nuno Gonçalves, Poliptyk z klasztoru Saint Vicente de Fora w Lizbonie, ok. 1460, Museu Nacional de Arte Antiga, Lizbona

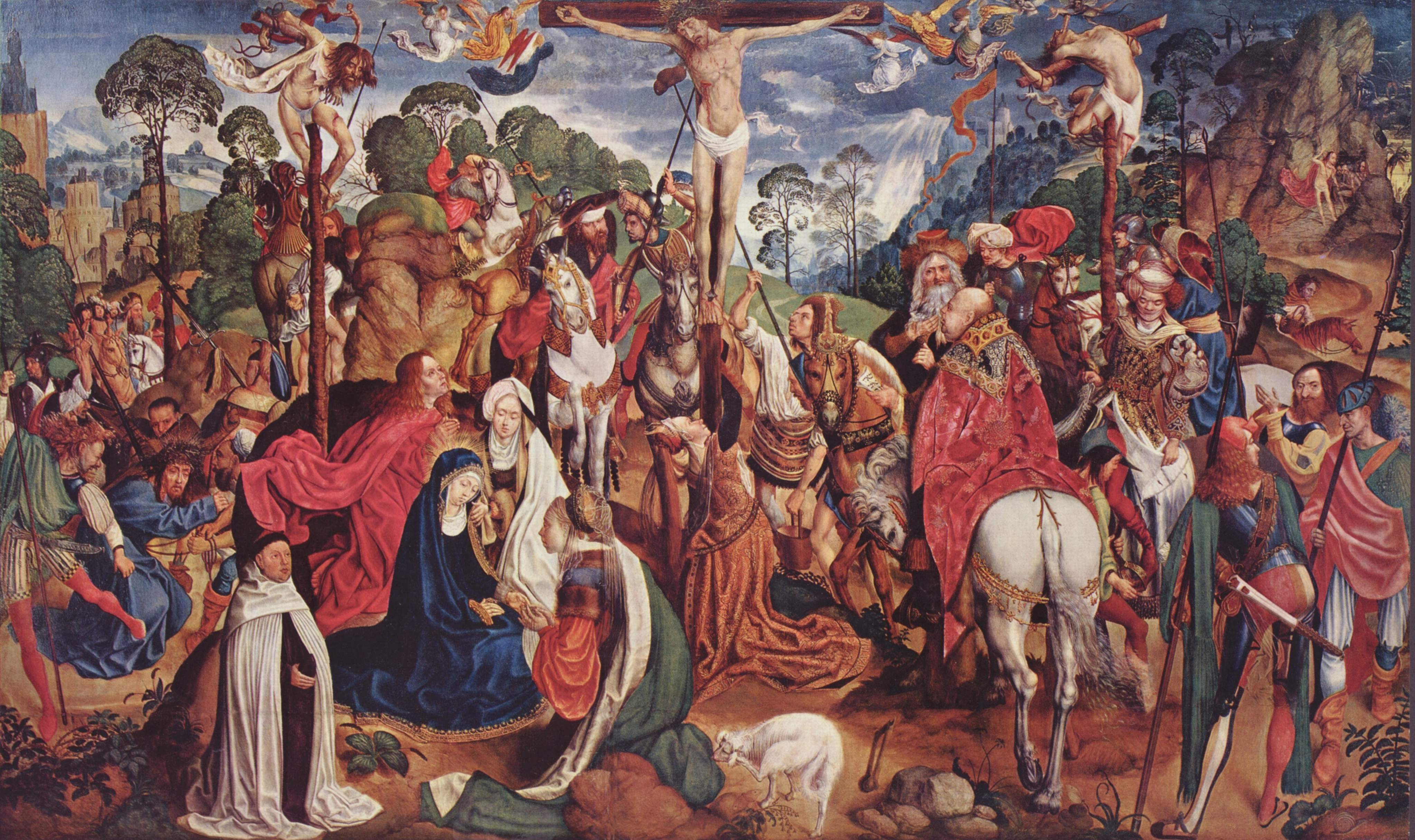
Mistrz Ołtarza Akwizgrańskiego, Kalwaria - część środkowa Tryptyku Pasji, ok. 1500, Akwizgran, Skarbiec katedralny

Malarstwo XV wieku w Niderlandach miało znaczący wpływ na sztukę Europy, zarówno na północ, jak i południe od Alp. Relacje artystyczne między Italią a Niderlandami były obopólne. Przedstawiciele możnych rodów włoskich byli zleceniodawcami Rogiera Van der Weyden, Hansa Memlinga, Hugona van der Goesa. Jan van Eyck zyskał przez włoskiego humanistę, Bartolomeo Faciomiano miano „księcia malarzy obecnego stulecia”, cenił go Giorgio Vasari, zaś Antonello da Messina przypuszczalnie uczył się u Brugijczyka. Fiamminga maniera przejawiła się w również w twórczości Domenica Ghirlandaia, Piera della Francesca, Filippina Lippiego i innych. W Italii przejęto charakterystyczną dla Niderlandów analizę szczegółów, obserwację postaci pod kątem psychologicznym, jasną, intensywną kolorystykę. Recepcja malarstwa niderlandzkiego w Italii była także skutkiem konfrontacji dwóch myśli i postaw artystycznych: przedalpejskiej myśli humanistycznej z zaalpejską głęboką pobożnością.
Późnogotyckie malarstwo niderlandzkie wpłynęło także na rozwój malarstwa tablicowego w krajach Półwyspu Iberyjskiego, szczególnie na terenie Aragonii (m.in. Bartolomé Bermejo), Kastylii, Walencji, Katalonii (m.in. Jaime Huguet, Rodrigo de Osona) oraz Portugalii. W 1431, w czasach pierwszej generacji prymitywistów niderlandzkich, król Alfons V posłał swego nadwornego malarza Lluísa Dalmau do Flandrii. Luís Alimbrot (Lodewijk Allyncbrood) działał w Brugii i Walencji, którą prawdopodobnie odwiedził Jan van Eyck jako członek delegacji księcia burgundzkiego Filipa Dobrego udającej się docelowo do Portugalii. Walencja była wówczas ważnym portem śródziemnomorskim i ośrodkiem malarstwa, w którym artyści zaznajamiali się z malarstwem Italii i Niderlandów. W dobie późnego gotyku w krajach Hiszpanii wciąż malowano temperą lub technikami mieszanymi.
W Portugalii tendencje realistyczne w malarstwie gotyckim pojawiły się około połowy XV wieku. Druga połowa tego stulecia jest okresem rozkwitu malarstwa tablicowego, głównie za sprawą warsztatów skupionych w Lizbonie. Czołowym przedstawicielem był nadworny malarz króla Alfonsa V Nuno Gonçalves, którego dzieła cechuje, oprócz indywidualnego języka wypowiedzi, podobieństwo do niderlandzkiego realizmu z czasów pierwszej generacji malarzy. Na początku XVI wieku w malarstwie portugalskim miał miejsce rozkwit nazywany „złotym wiekiem manuelińskim”, kiedy to ożywiły się kontakty portugalsko-niderlandzkie. Poświadcza to działalność Francisco Henriquesa, który przebywał w Niderlandach, a następnie pracował w Lizbonie i Évora. Natomiast Frei Carlos działający w klasztorze Hieronimitów koło Évora odbył podróż po Flandrii.
Malarstwo XV wieku w krajach Rzeszy było pod silnym wpływem sztuki Niderlandów. Oprócz bezpośredniego sąsiedztwa Niderlandów z Nadrenią, gdzie wpływ Niderlandów był bardzo silny, recepcje dostrzegalne są w dziełach m.in. malarzy związanych ze środowiskiem norymberskim - m.in. Hansa Pleydenwurffa, Michaela Wolgemuta i Albrechta Dürera. Ten ostatni w latach 1520–1521 odbył podróż po Niderlandach, aczkolwiek wpływy niderlandzkie dostrzegalne są już we wcześniejszych jego dziełach. W Nadrenii i Westfalii związki artystyczne z Niderlandami zaowocowały przemianą stylistyczną w malarstwie tablicowym młodszej generacji szkoły kolońskiej (m.in. Mistrz Kalwarii Wasserwassów, Mistrz Ołtarza Akwizgrańskiego, Młodszy Mistrz Rodziny Marii, Brugijski Mistrz Legendy św. Urszuli, Mistrz Ołtarza Świętego Bartłomieja). Na terenie Nadrenii i Westfalii wpływy niderlandzkie przejawiają się w obrazach m.in. Jana i Dericka Baegert, Johanna Koerbecke, Mistrza Ołtarza z Schöppingen, Mistrza z Cappenbergu i wielu innych.

## Prymitywiści niderlandzcy a gotyckie malarstwo w Polsce

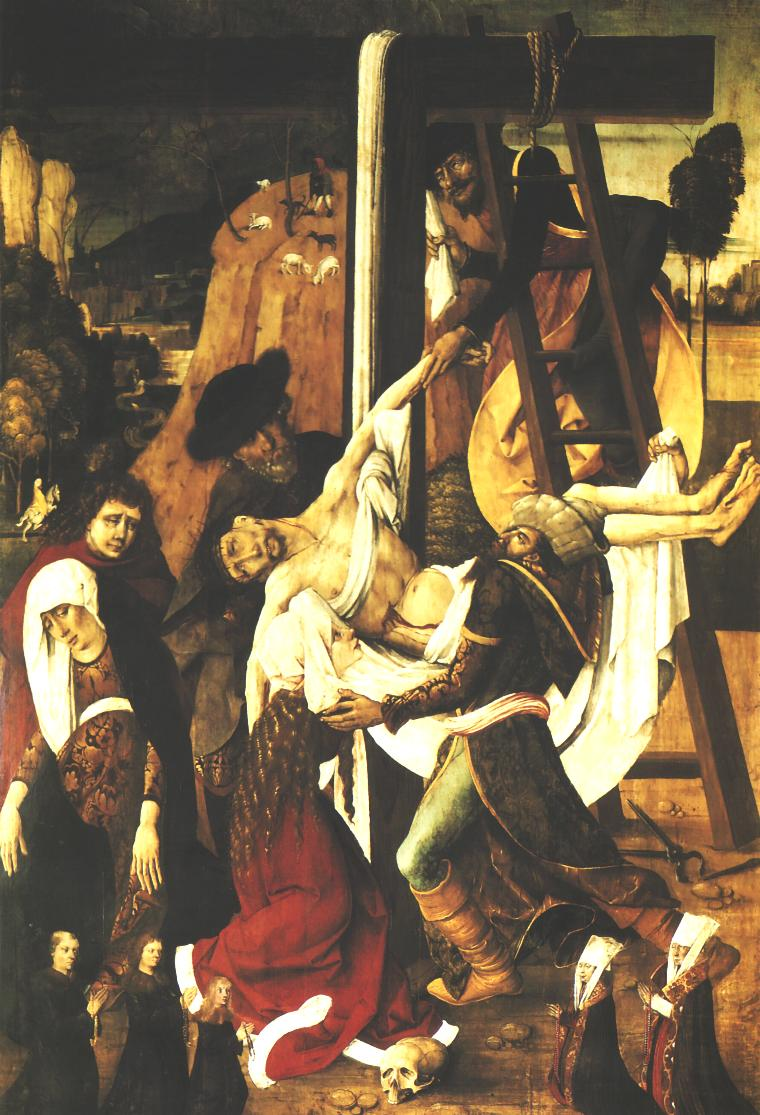
Zdjęcie z Krzyża, ok. 1480, Pelplin, Muzeum Diecezjalne

Malarstwo staroniderlandzkie wywarło również wpływ na gotyckie malarstwo tablicowe w niektórych ośrodkach artystycznych w Polsce. Wpływy przenikały bezpośrednio z Niderlandów, lub za pośrednictwem dzieł malarzy działających w Rzeszy (głównie w Dolnej Nadrenii, Westfalii, Dolnej Saksonii). Zdobycie i sprowadzenie do Gdańska Sądu Ostatecznego Hansa Memlinga miało silny rezonans w malarstwie gdańskim 2. połowy XV wieku. Silne kontakty handlowe i artystyczne łączyły poszczególne miasta hanzeatyckie również na ziemiach polskich (oprócz Gdańska były to Toruń, Wrocław, Kraków).
Przykładami dzieł z widocznymi wpływami sztuki niderlandzkiej są: Pasja w kościele św. Jakuba w Toruniu, Zwiastowanie z pobliskiego kościoła Świętych Janów, dwa obrazy pasyjne (Biczowanie i Zdjęcie z Krzyża) z tego kościoła (obecnie w Muzeum Diecezjalne w Pelplinie). Przykładami malarstwa gdańskiego są m.in. fundacje Jana Ferbera (Duży i Mały Ołtarz Ferberów, obraz Ecce Homo) w kościele Mariackim a także pochodzący z tejże świątyni Ołtarz Jerozolimski (obecnie w MNW). W twórczości niektórych artystów Krakowa i Małopolski 2. połowy XV wieku i początku następnego stulecia dostrzegalne są wpływy niderlandzkie, które w większości przypadków dotarły tam pośrednio przez kraje ościenne.